# Kafiréas
Le dème de Kafiréas, en grec moderne : Κοινότητα Καφηρέως, est un ancien dème du sud de l'île d'Eubée, en Grèce.
Selon le recensement de 2011, la population du dème compte 342 habitants.